# HACHI -東京23宮-
『HACHI -東京23宮-』（ハチ とうきょうにじゅうさんく）は、西義之による日本の漫画作品。『週刊少年ジャンプ』（集英社）2013年42号から2014年12号まで連載された。

## あらすじ
東京23区で不審な事件や怪現象が起こる中、新宿の中学に通う少年・ハチは、幼馴染の少女・テッキンと共に日常を過ごしていた。そんな中、突如現れた怪物にテッキンが襲われ、ハチは自分もまた怪物の同胞「半神（ハーフ）」であることを知り、その力を目覚めさせる。それから間もなくして東京を半神が闊歩し、テッキンは半神に連れ去られ、抵抗したハチは倒されて意識を失う。半年後、ハチは怪我から回復して目覚めるが、東京23区は半神たちに支配され、様相が大きく変貌した「東京23宮」になっていた。

## 用語解説
半神（ハーフ）
神の血を継ぐ人間の総称。人間の血を摂取することで、元となった神や聖獣の姿に「変幻」することができる。普通の人間として生まれ育った後に半神の力に目覚めた覚醒種と、生まれつき力を持っている純血種の二つのタイプがいる。
セレーネ
東京を占拠した半神たちに対抗すべく創られた組織。構成員のほとんどは普通の人間だが、中には人間の味方をする半神も組織に属している。
聖銀柱 （せいぎんちゅう）
半神の支配から解放された区に打ち込まれる、銀で出来た巨大な杭。複数本を地面に打ち込み一定の範囲を囲むことで、その内側に半神の力が及ばないようにできる。

## 登場人物

### 主要人物
犬神 八（いぬがみ はち）
本作品の主人公。愛称はハチ。ヒーローに憧れを持つ、新宿区立第四中学校に通う中学2年生で14歳の少年。小柄な劣等生だが、明るく元気な性格で悪戯好きである。ケルベロスの半神であり、覚醒前からイヌ並の鋭い嗅覚を備えている。エレナからもらった黒い薬や、生き血を飲むことによりケルベロスに変幻する。また、同じく彼女にもらった白い薬により、強制的に人間の姿に戻ることもできる。
鉄川 麻琴（てつかわ まこと）
本作品のヒロイン。ハチの幼なじみで、愛称はテッキン。ハチと同級生の14歳の少女。小学生の頃は男子のようだったが、成長に伴って背が伸び女らしくなり、学校のアイドル的存在となっている。しかし、本人は周りの反応が急に変わったことにとまどっている。また、ハチを一途に想っている。アレスによって拉致され丁重に扱われているが、本人は彼との会話や食事は必要最低限しかせず、ハチとの再会を待っている。後にエレナの能力によって暴走したハチと邂逅、言葉を交わし彼の正気を取り戻すことに成功、再会を約束した。

### セレーネ
エレナ
科学者であり医師の女性。セレーネの一員であり、人の夢に入る能力を持ったサキュバスの半神でもある。世田谷区・某区民ホールで東京都調査業協会行われた非公式の「国際犯罪連絡会議」において、亜人類（ミュータント）は存在すると発表し、昨今東京で相次いでいる「吸血殺人」は亜人類の仕業だと主張した。だが、聴衆には信じてもらえなかった。半神勢力の蜂起後、アレスとの戦いで傷ついたハチを保護し、セレーネの一員として新宿宮のメンバーをまとめている。

### 半神

#### 宮長
バッカス
新宿宮の宮長。通称「酒神」。乙女の血と酒を好む。
アレス
墨田宮の宮長。通称「闘神」。東京23区の襲撃時にテッキンを拉致した。
アポロン
中野宮の宮長。無邪気な言動で何事もゲーム感覚で遊ぶが、残忍な性格。
アルテミス
文京宮の宮長。ゼウスを嫌っている。

#### その他
バジリスク
石化の邪眼を持つ神話の聖獣。人間態は同僚に「源さん」と呼ばれるベテラン刑事で、半神蜂起の下準備として未覚醒者の捜索を行っていた。事件捜査中にハチが半神であることに気づき第四中学を訪れ、偶然見つけたテッキンを「つまみ食い」と称して襲うが、覚醒したハチに倒された。

## 書誌情報
- 西義之 『HACHI -東京23宮-』 集英社〈ジャンプ・コミックス〉、全3巻
  1. 「覚醒者」2014年1月9日第1刷発行（1月4日発売[集 1]）、ISBN 978-4-08-880010-3
  2. 「神の戯れ」2014年3月9日第1刷発行（3月4日発売[集 2]）、ISBN 978-4-08-880047-9
  3. 「星のアザの子」2014年5月9日第1刷発行（5月2日発売[集 3]）、ISBN 978-4-08-880075-2